# Йохан Якоб фон Бронкхорст-Батенбург
Йохан Якоб фон Бронкхорст-Батенбург (на немски: Johann Jakob von Bronkhorst-Batenburg; * 1 февруари 1582 в замък Анхолт; † 19 октомври 1630 във Фрайбург) е от 1621 г. граф на Бронкхорст-Батенбург и господар, наричачан граф Анхолт, фогт в Елзас (1629 – 1630) и Предна Австрия (1629 – 1630), и императорски фелдмаршал през Тридесетгодишната война.
Той е вторият син на Якоб фон Бронкхорст (1553 – 1582), господар на Анхолт, и съпругата му Гертруд фон Милендонк, фрау фон Драхенфелс и Кьонигсвинтер (1552 – 1612).
Брат е на граф Дитрих IV (Дирк, Дидрих) фон Бронкхорст-Батенбург, фрайхер фон Батенбург и Анхолт (1578 – 1649), и на Елизабет фон Бронкхорст-Батенбург (1579 – 1639), омъжена 1613 г. за Вилхелм фон Кетлер (1575 – 1627).
Още на 12 години Йохан Якоб е лейтенант в Анхолт. На 14 години той учи четири години в университет в Лотарингия. През 1603 г. той отива с баща си на испанска военна служба. През 1605 г. той става хауптман. След 1609 г. той е полковник на австрийска служба. Неговият командир, Ерцхерцог Леополд, го прави за свой таен съветник и командир на пехотен полк. От 1618 г. се бие на страната на Католическата лига през Тридесетгодишната война. През 1620 г. участва при Максимилиан I Баварски в Бохемия в битката при Бялата планина. Йохан Якоб фон Бронкхорст-Батенбург става фелдмаршал-лейтенант и 1622 г. фелдмаршалл в императорската баварска войска. През 1621 г. е издигнат на граф.
През 1622/1623 г. Йохан Якоб е във Вестфалия противник на Кристиан фон Брауншвайг-Волфенбютел и Ернст фон Мансфелд, когото прогонва до Източна Фризия. По това време негов полковник е по-късният генерал-лейтенант Галас. Той побеждава Кристиан фон Брауншвайг-Волфенбютел през края на 1623 г. под Тили в битката при Щадтлон, където се отличава като командир на предните редици.
През 1624 г. той обсажда под Амброзио Спинола град Бреда. След това той се бие под Тили в Северна Германия (Оснабрюк, Щаде) против датчаните. През зимата 1627/1628 г. той е на квартира в Източна Фризия. През 1628 г. Йохан Якоб получава ордена на златното руно. По това време негов главен командир е Валенщайн. Императорът го номинира за фогт на Елзас и на Предна Австрия. През 1630 г. той умира от туберкулоза във Фрайбург.

## Фамилия
Йохан Якоб се жени на 6 ноември 1618 г. в Беверло за Мария Клеофа фон Хоенцолерн-Зигмаринген (* 11 юни 1599; † 26 февруари 1685), дъщеря на граф Карл II фон Хоенцолерн-Зигмаринген. Те имат две деца:
- Дитрих (1624 – 1626)
- Йохана Катарина (Исабела) (* 1627; † сл. 1685), омъжена 1641 г. за княз Жак Филип фон Крой-Милендонк († 1681 в Кьолн), родители на фелдмаршал Карл Евгений дьо Круа[4][5]

Вдовицата му Мария Клеофа се омъжва втори път на 29 март 1632 г. в Кьолн за Филип Карл дьо Лин (1587 – 1640), княз на Аренберг и херцог на Арсхот
- Замък Анхолт
- Битката при Бялата планина
- Бившият дворец Бронкхорст
- Дворец Милендонк